# Il palco
Il palco (La Loge) è un dipinto del pittore francese Pierre-Auguste Renoir, realizzato nel 1874 conservato alla Courtauld Gallery di Londra.

## Descrizione

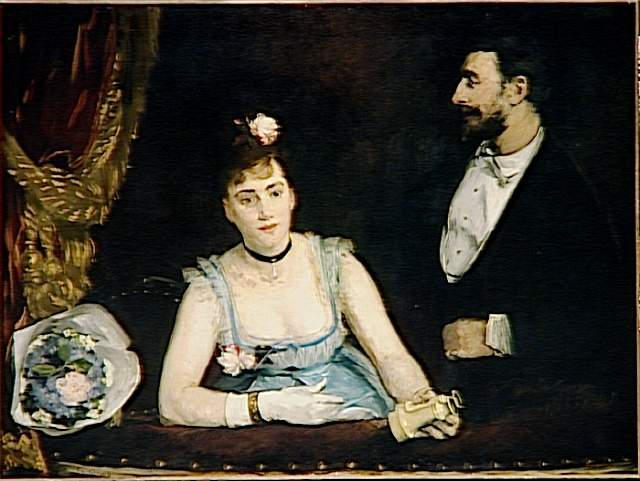
Quello del palco fu un tema che godette di una notevole popolarità durante la stagione impressionista. Nell'immagine è riportato il dipinto Une loge aux Italiens (1874) della pittrice Eva Gonzalès

L'opera raffigura una modella di Montmartre di nome Nini Gueule de raie e Edmond Renoir, fratello del pittore, mentre si dilettano su un palco dell'Opéra di Parigi, uno dei maggiori enti lirici del mondo. Si tratta, dunque, di un episodio di quella vie moderne di cui parlava Baudelaire in una sua famosa critica d'arte al Salon del 1846: «L'eroismo della vita moderna ci circonda e ci avvolge [...] Modernità è tutto quanto è transitorio, fugace, contingente, una metà dell'arte, l'altra metà è l'eterno, l'inimitabile». L'opera rispetta fedelmente le prescrizioni di Baudelaire: non si rifugia, infatti, in temi storici o mitologici, ma si rivolge a uno spaccato di vita contemporanea della Parigi della Belle Époque, quella stessa Parigi celebrata dalle parole di un'operetta di Offenbach: «Tutto gira, gira, gira ... Tutto danza, danza, danza...». Esposta alla prima mostra degli Impressionisti, l'opera risulta venduta nel 1899 a Durand-Ruel, il quale nel 1925 lo cedette a Percy Moore Turnerm. Il dipinto fu poi acquistato da Samuel Courtauld, donde la sua collocazione attuale, alla Courtauld Gallery di Londra.
L'opera, seppur dipinta in atelier, conserva la spontaneità delle opere realizzate in plein air, presentandosi agli occhi dell'osservatore con un marcato effetto di immediatezza, a tal punto da sembrare quasi un'istantanea fotografica. Brani di particolare preziosità pittorica sono l'opulento vestito della donna, il suo incarnato candido (il cui nitore viene ripreso e variato nella rosa che le adorna i capelli bruni) e gli orecchini, resi con poche, ma decise, pennellate. Edmond è colto mentre spia furtivamente gli altri astanti con il binocolo (non si cura nemmeno di guardare lo spettacolo), mentre la donna rivolge il suo sguardo all'osservatore, come se fosse in attesa di qualcosa. È evidente, tuttavia, che i due (non nella realtà, ovviamente) sono uniti da un intenso legame affettivo: Renoir lo ribadisce ponendo una continuità cromatica tra la striscia nera della veste di lei e la giacca di lui.
Il palco, definita dal critico Longhi «il dipinto forse più felice dell'era moderna», è pittoricamente insigne anche per il complesso gioco di contrasti e di luci, per via del quale essa acquista notevolmente di concretezza. Riportiamo l'analisi di Maria Teresa Benedetti:
(Maria Teresa Benedetti)